# حبيل القرب (القبيطة)

تعديل مصدري - تعديل

حبيل القرب هي إحدى قرى عزلة كرش بمديرية القبيطة التابعة لمحافظة لحج، بلغ تعداد سكانها 123 نسمة حسب تعداد اليمن لعام 2004.